# 1317

## Починали
- 7 февруари – Робер дьо Клермон, граф на Клермон